# Guerra industriale
La Guerra industriale si dipanò in un periodo della storia militare — a grandi linee intercorrente tra l'inizio della Rivoluzione industriale e gli albori dell'Era dell'informazione — che vide il sorgere degli stati nazionali, entità in grado di creare ed equipaggiare grandi forze armate, per terra e per mare, grazie al processo di industrializzazione.
Fu caratterizzata dalla crescita del fenomeno della coscrizione obbligatoria di massa, dai mezzi di comunicazione celeri (in primis, la ferrovia, poi i trasporti navali e quelli aerei), dal telegrafo e dalle comunicazioni senza fili e dal concetto di guerra totale. Sul piano della tecnologia, vide l'affermazione di: fanterie munite di fucile a retrocarica, in grado di sviluppare impressionanti volumi di fuoco; artiglieria moderna; navi da guerra con scafo in metallo; sottomarini; aeroplani; razzi e missili; guerra corazzata; guerra nucleare.

## Laguerra totale

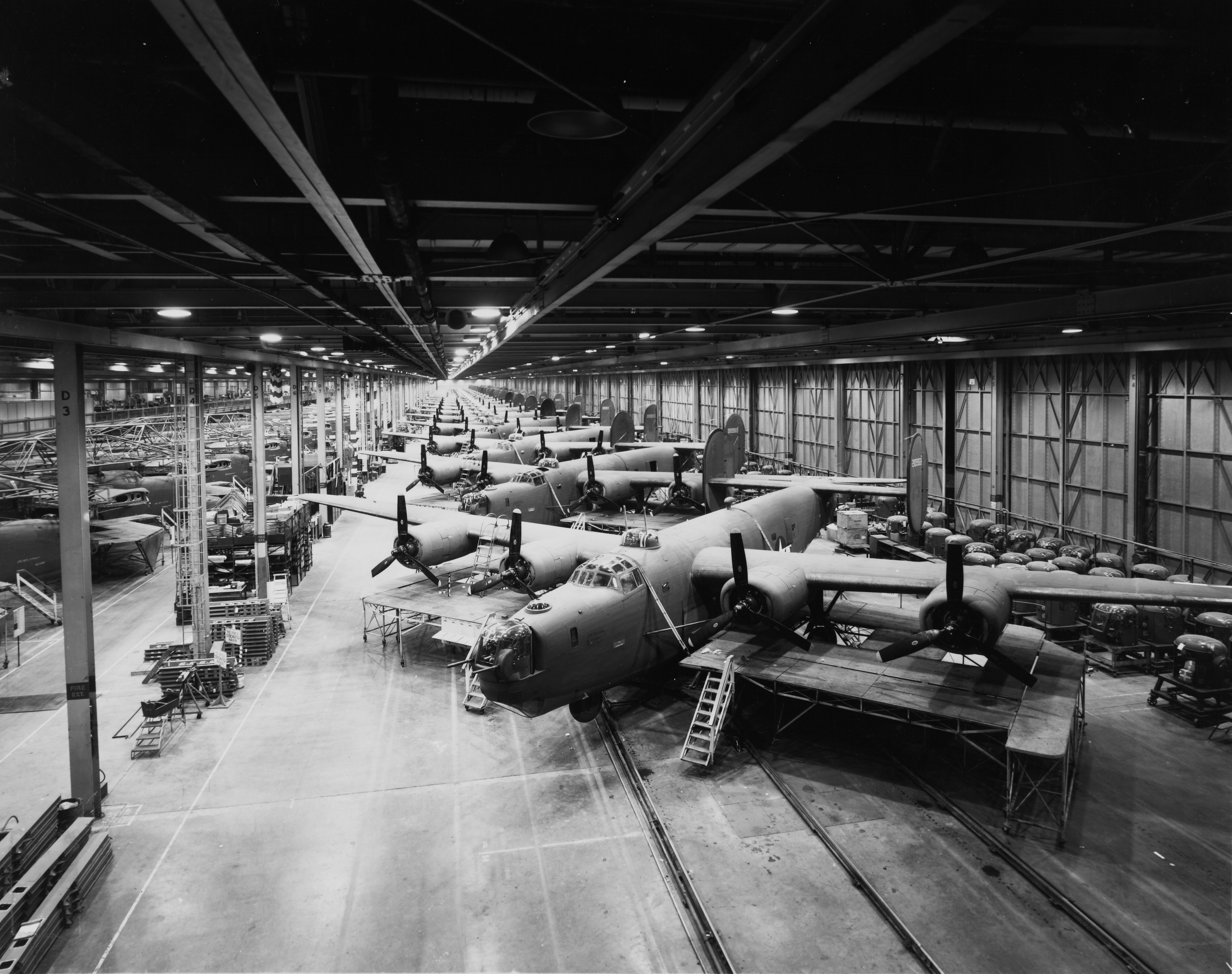
Seconda guerra mondiale. Aerei B-24 in costruzione a Willow Run, stabilimento che dava la luce ad "un bombardiere all'ora".

Una delle caratteristiche salienti della guerra industriale è il concetto di "guerra totale". L'espressione fu coniata nella prima guerra mondiale da Erich Ludendorff (ed ancora nel suo omonimo libro del 1934), che evocava la completa mobilitazione e subordinazione di tutte le risorse, senza escludere la politica ed i sistemi sociali, per la causa dello sforzo bellico tedesco. Essa ha anche significato la conduzione della guerra con assoluta spietatezza, e la sua trista eredità ideale è rappresentata oggi dalla reintroduzione di civili e relative infrastrutture come bersagli nell'azione volta ad annientare la capacità di combattere di una nazione.
A tale proposito Albert Speer affermò nella sua deposizione finale al processo di Norimberga che lo vide imputato in quanto artefice della guerra industriale tedesca nella seconda guerra mondiale: 
«Come ex ministro responsabile di armamenti altamente sviluppati, il mio estremo dovere è quello di avvertire che una nuova guerra mondiale si concluderà con la distruzione della cultura e della civiltà umana». 
Vi sono parecchie ragioni che hanno determinato l'insorgere della guerra totale nel XIX secolo. La principale è l'industrializzazione.
Al crescere di capitale e risorse naturali di alcuni paesi, divenne chiaro che alcune forme di guerra esigevano più risorse di altre. Di conseguenza, divenne evidente il maggior costo della guerra.
Una nazione industrializzata poteva distinguere e poi scegliere l'intensità di conflitto in cui desiderava impegnarsi. Inoltre, la guerra stava diventando più meccanizzata, e richiedeva più complesse infrastrutture.
I soldati non potevano più "far fruttare la terra", ma avevano bisogno di un'ampia rete di sostegno, consistente di persone dietro le linee che si adoperavano per assicurare il loro costante rifornimento di cibo e materiale da combattimento. Ciò postulava la mobilitazione del fronte interno. Si fece ricorso per la prima volta a concetti moderni come la propaganda per mantenere alto il "morale", applicando al contempo il razionamento per focalizzare verso lo sforzo bellico la disponibilità delle risorse economiche.
Il più precoce esempio di guerra totale è ravvisabile nella Guerra di secessione americana. I generali unionisti Ulysses Simpson Grant e William Tecumseh Sherman erano convinti che — per acquisire al Nord la vittoria — fosse indispensabile spezzare definitivamente l'attitudine bellica della Confederazione sotto ogni profilo: strategico, economico e psicologico. Ne conseguiva che per stroncare la ribellione sudista occorresse usare la tattica della terra bruciata. L'avanzata di Sherman attraverso Georgia, Carolina del Nord e del Sud fu accompagnata da generalizzata devastazione di risorse ed infrastrutture civili. Tuttavia, al contrario dei conflitti successivi, il danno arrecato da Sherman si limitò quasi interamente alla distruzione di proprietà. Nella sola Georgia, Sherman si attribuì la paternità di danneggiamenti per un valore di cento milioni di dollari.

## Coscrizione
La coscrizione permise alla Francia rivoluzionaria di formare la Grande Armata, chiamata da Napoleone Bonaparte "la nazione in armi", che affrontò vittoriosamente sul campo gli eserciti professionali europei.
Il servizio di leva — specie quando i coscritti sono mandati a combattere in fronti remoti, pertanto senza pericolo attuale per la sicurezza della nazione — storicamente ha sempre fomentato accese dispute politiche nelle democrazie. Ad esempio, nel corso della prima guerra mondiale, in Canada, Newfoundland, Australia e Nuova Zelanda si scatenò un'aspra diatriba politica che aveva ad oggetto il servizio di leva obbligatorio. Analogo violento dibattito infiammò nuovamente il Canada nel 1944, ai tempi del secondo conflitto mondiale. Del pari, nei tardi anni sessanta si registrarono in vari paesi proteste di massa contro la leva obbligatoria conseguente alla Guerra del Vietnam.
Nella maggior parte dei paesi più sviluppati, la crescente enfasi posta sulla rilevanza strategica dell'alta tecnologia e di meglio addestrate forze armate professionali, la netta improbabilità di un attacco militare convenzionale rivolto contro le nazioni progredite, assieme allo sgradevole ricordo della controversa esperienza della guerra in Vietnam, tendono a far escludere razionalmente l'opzione della coscrizione di massa nel futuro, per quanto allo stato prevedibile.
Nondimeno, si osserva che la Russia, e nazioni minori come la Svizzera, conservano forze armate prevalentemente sostanziate da contingenti di leva. In Italia, la leva obbligatoria è cessata soltanto dal 1º gennaio 2005.

## Trasporti

### Via terra
Prima che fosse inventato il trasporto motorizzato, le truppe si spostavano su carri, cavalli e — naturalmente — sui piedi dei soldati stessi. Con l'avvento delle locomotive, un gran numero di uomini, rifornimenti ed attrezzature poteva viaggiare con velocità ed efficienza senza precedenti.
Per opporsi a tale azione tattico-logistica, l'esercito antagonista poteva distruggere i binari ferroviari allo scopo di ostacolare la mobilità dei nemici. Ad esempio, le forze del già ricordato Sherman, nel corso della Guerra civile USA, svellevano le rotaie, le surriscaldavano per renderle malleabili, e le arrotolavano infine attorno ad alberi.
La vera rivoluzione nel settore si verificò con l'adozione del motore a combustione interna e dell'automobile. Anche per la generale diffusione concomitante della mitragliatrice, il cavallo — dopo millenni di validissimo impiego — fu alla lunga soppiantato nel suo proverbiale ruolo bellico. In ambedue i conflitti mondiali, furono adoperati autocarri per trasportare truppe e materiali, mentre le automobili (possibilmente adattate al fuoristrada) divenivano normali strumenti di ricognizione a ridosso delle linee nemiche.

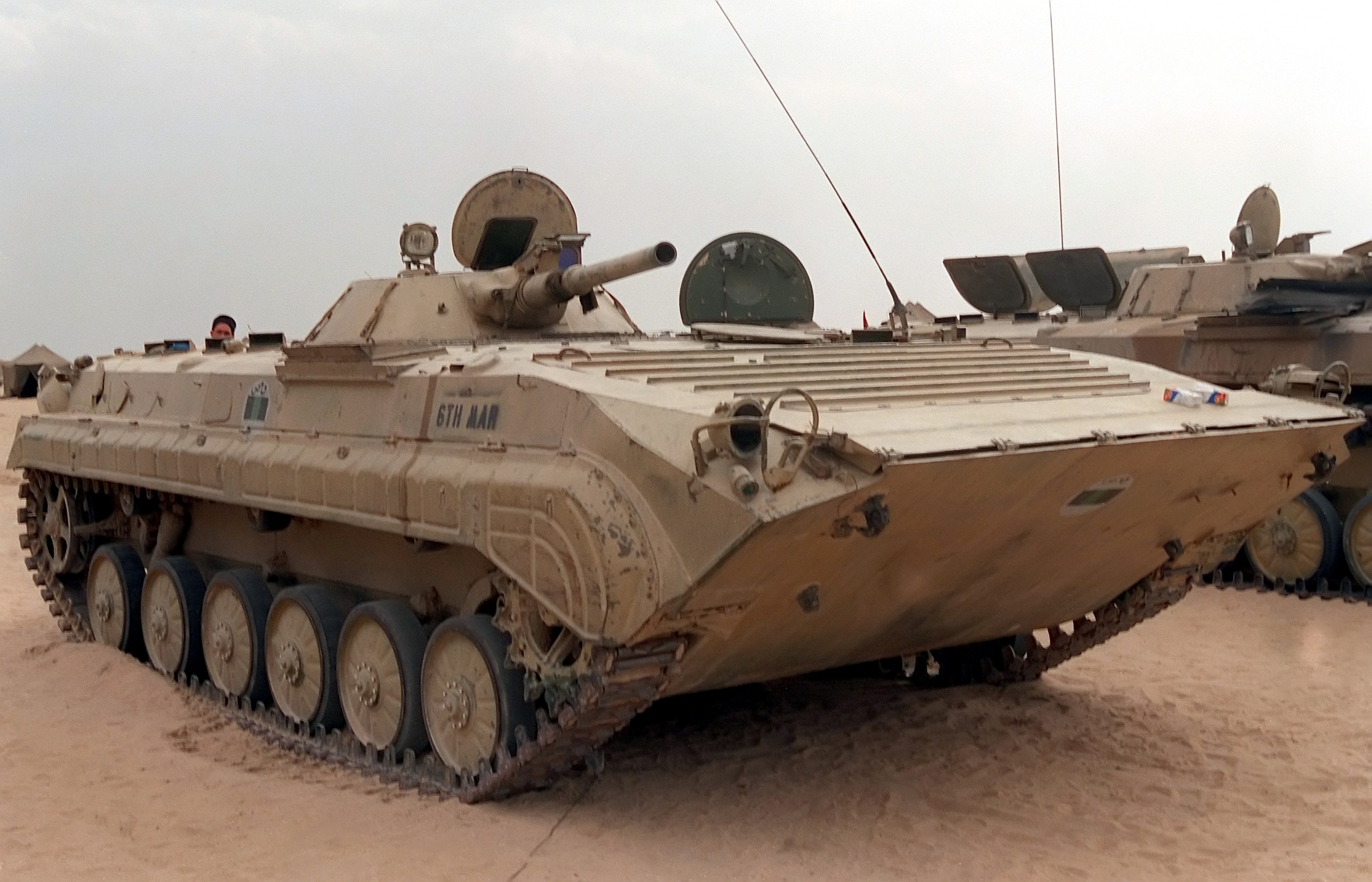
Il trasporto truppe cingolato BMP-1.

La meccanizzazione della fanteria è un fenomeno che nasce nella seconda guerra mondiale. Il carro armato, un prodotto della "Grande Guerra" un po' negletto perché rivelatosi un'arma di secondario rilievo, rimase per così dire assorbito dalla "cometa" della fanteria meccanizzata, traendone nuova linfa vitale. Si evolse, infatti, dagli archetipici, scarni e lenti veicoli, alle veloci, potenti macchine da guerra di molteplici tipologie che dominarono il campo di battaglia permettendo ai tedeschi di conquistare la maggior parte dell'Europa. L'evoluzione del carro da combattimento a sua volta generò una pletora di mezzi di trasporto corazzati: il veicolo trasporto truppe, l'autoblindo, il treno corazzato.
Finita la guerra, autoblindo e treno corazzato subirono un declino, parzialmente compensato da un recupero "civile" a beneficio dei cosiddetti VIP. Al contrario, il veicolo da combattimento della fanteria assurse a vette di eccellenza con il sovietico BMP-1. Pur demandando alle specifiche voci una più approfondita disamina del tema, gioverà qui almeno precisare che il veicolo da combattimento della fanteria dev'essere ritenuto un'evoluzione del veicolo trasporto truppe, che ha sviluppato potenzialità di combattimento più spiccate (per l'adozione di armamento più pesante, come nel caso dell'autocannone),  pur senza sacrificare la capacità di trasportare i fanti dentro e fuori la battaglia.

### Via mare

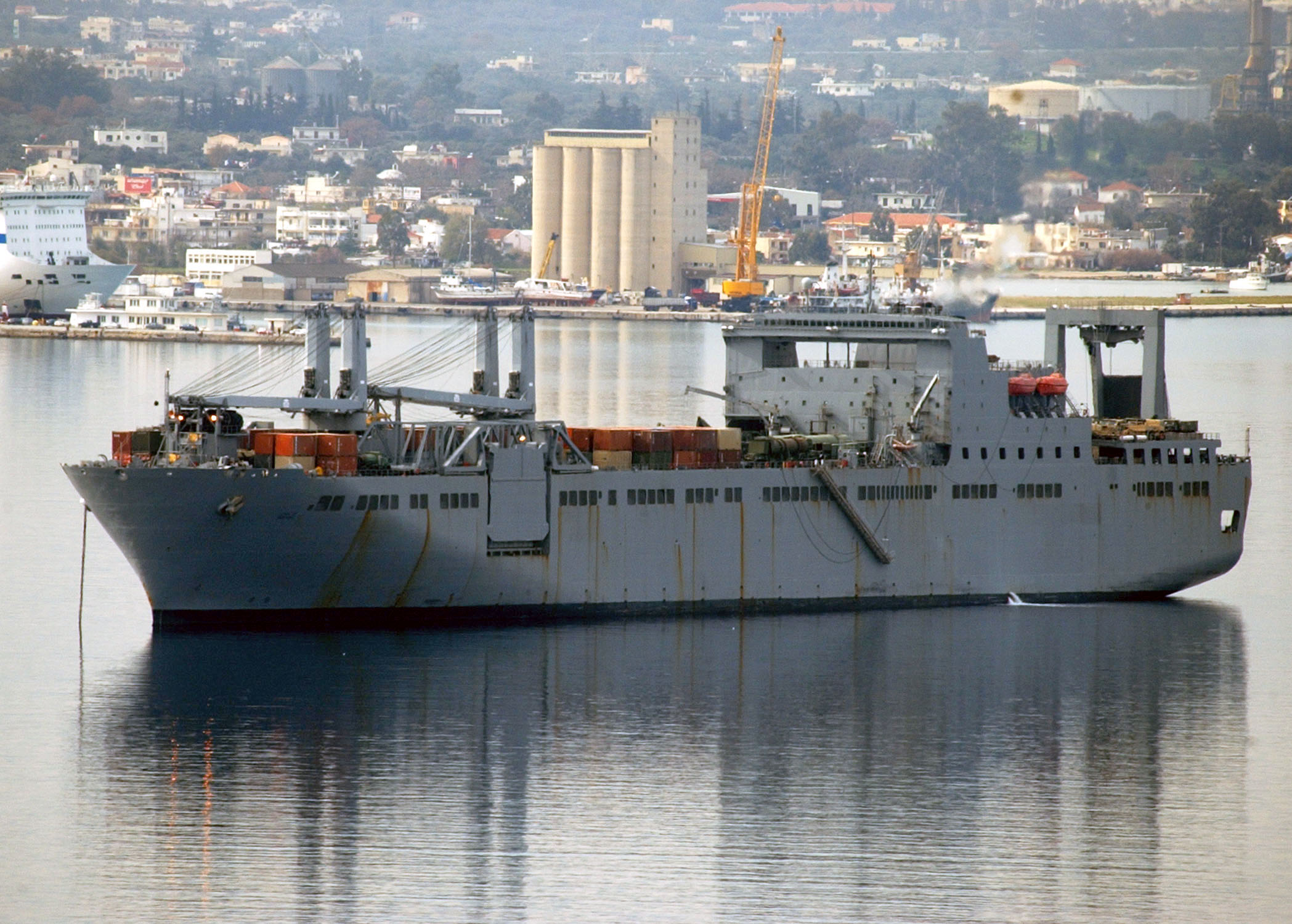
La nave "civile" USNS Bob Hope (T-AKR-300)

È internazionalmente invalsa l'espressione inglese sealift, nella logistica militare, per designare l'utilizzo di navi cargo per il dispiegamento di risorse militari, come armamenti, personale e rifornimenti di altro materiale operativo. Questo concetto si integra con altre modalità di trasporto, come i ponti aerei, allo scopo di esaltare l'attitudine di uno stato nella "proiezione di forza". Le potenzialità sealift di uno stato possono comprendere navi gestite da civili, che normalmente operano a contratto, ma possono essere affittate o requisite in caso di necessità militari per dare man forte alle flotte navali di proprietà del governo. Nella Prima guerra mondiale, gli USA acquistarono, presero a prestito o requisirono vascelli di vario tipo, dalle imbarcazioni da diporto fino ai transatlantici per trasportare in Europa l'American Expeditionary Forces. Molte di queste navi furono radiate, vendute o rese ai proprietari al termine del conflitto.

### Via aerea

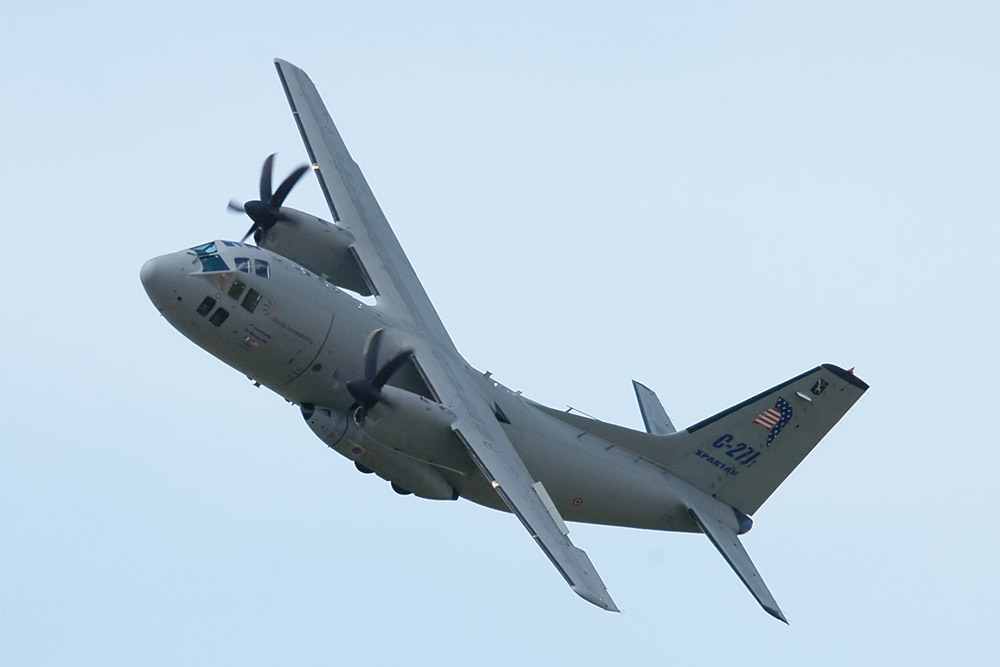
L'aereo da trasporto militare italiano Alenia C-27J Spartan

Un ponte aereo può essere strategico oppure tattico. In quello strategico rientra il trasporto di armi, rifornimenti e personale su lunghe distanze (da una base in un paese ad un'altra base in un paese diverso, per esempio) mediante grandi aerei cargo. Al contrario, il ponte aereo tattico implica il trasporto degli elementi sopra citati all'interno di un "teatro di operazioni". Di regola queste attività richiedono aerei cargo con un raggio di azione più limitato e minor velocità, ma superiore maneggevolezza.

## Comunicazioni

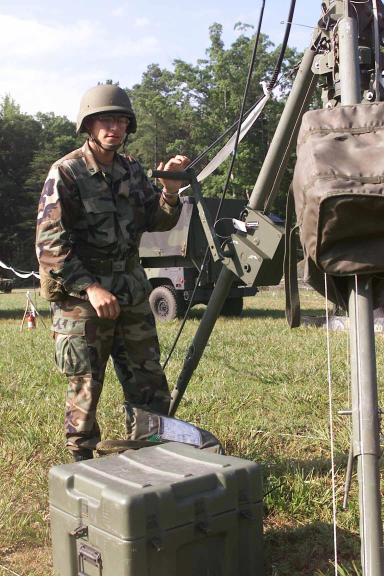
Specialista signals dell'esercito USA.

Le comunicazioni militari rappresentano un campo di attività militari, di tattiche ed apparati, inerenti alle telecomunicazioni. Principalmente, le comunicazioni militari sono comunicazioni campali, comprendenti gli scambi di messaggi con il comando sovraordinato, o con il governo del paese di appartenenza della unità militare comunicante.
Principali concetti
- Alfabeto fonetico NATO
- Alfabeto semaforico
- Codice internazionale nautico
- Crittografia
- Piccione viaggiatore
- Telegrafia
- Trasmissioni militari

## Guerra terrestre

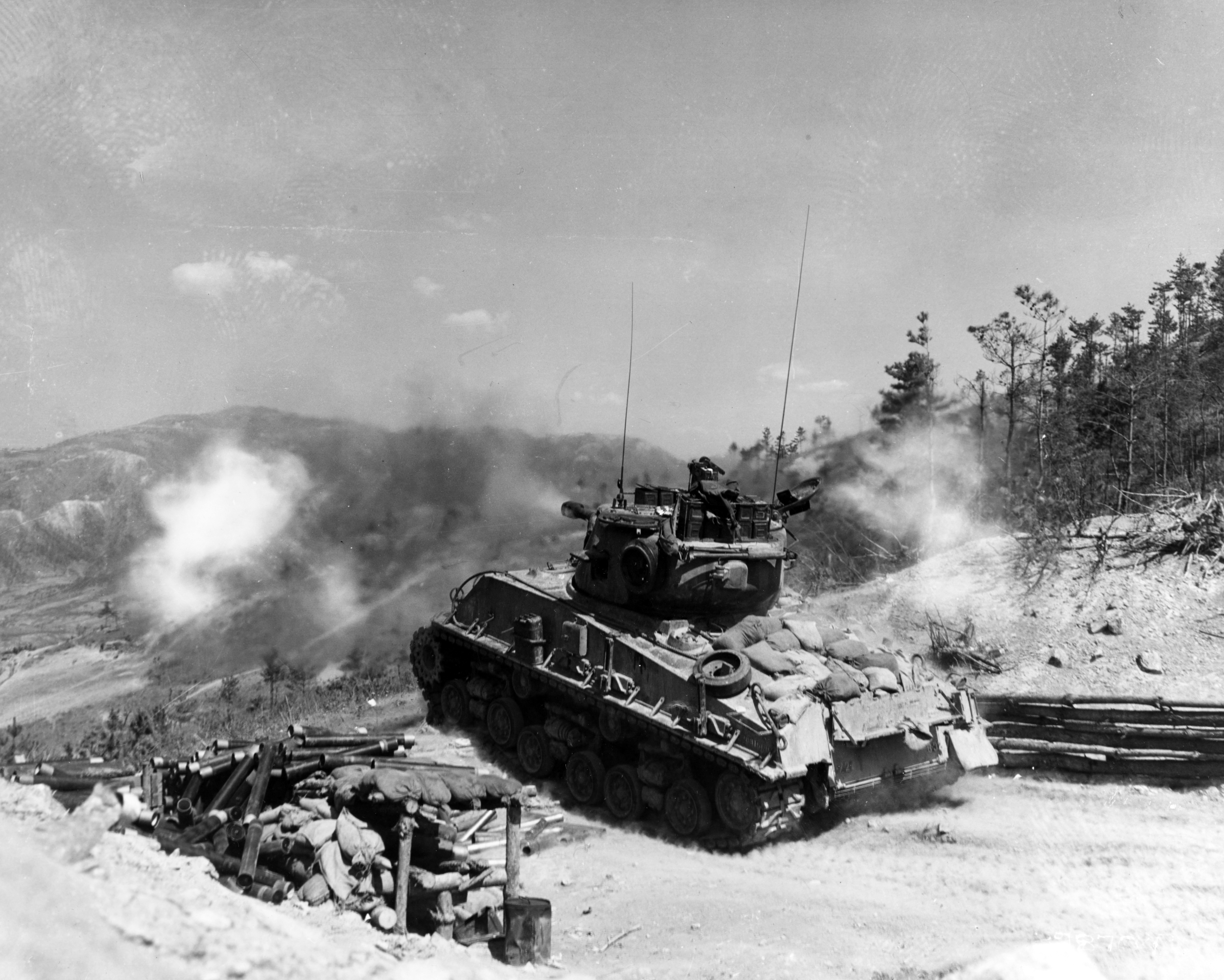
Un M4 Sherman americano in azione durante la Guerra di Corea.

La guerra terrestre, come dice la locuzione stessa, è la guerra condotta su terra, ed è il tipo di guerra più comune, poiché ricomprende vari sottotipi di guerra, tra cui la guerra urbana, la guerra artica e la guerra alpina.

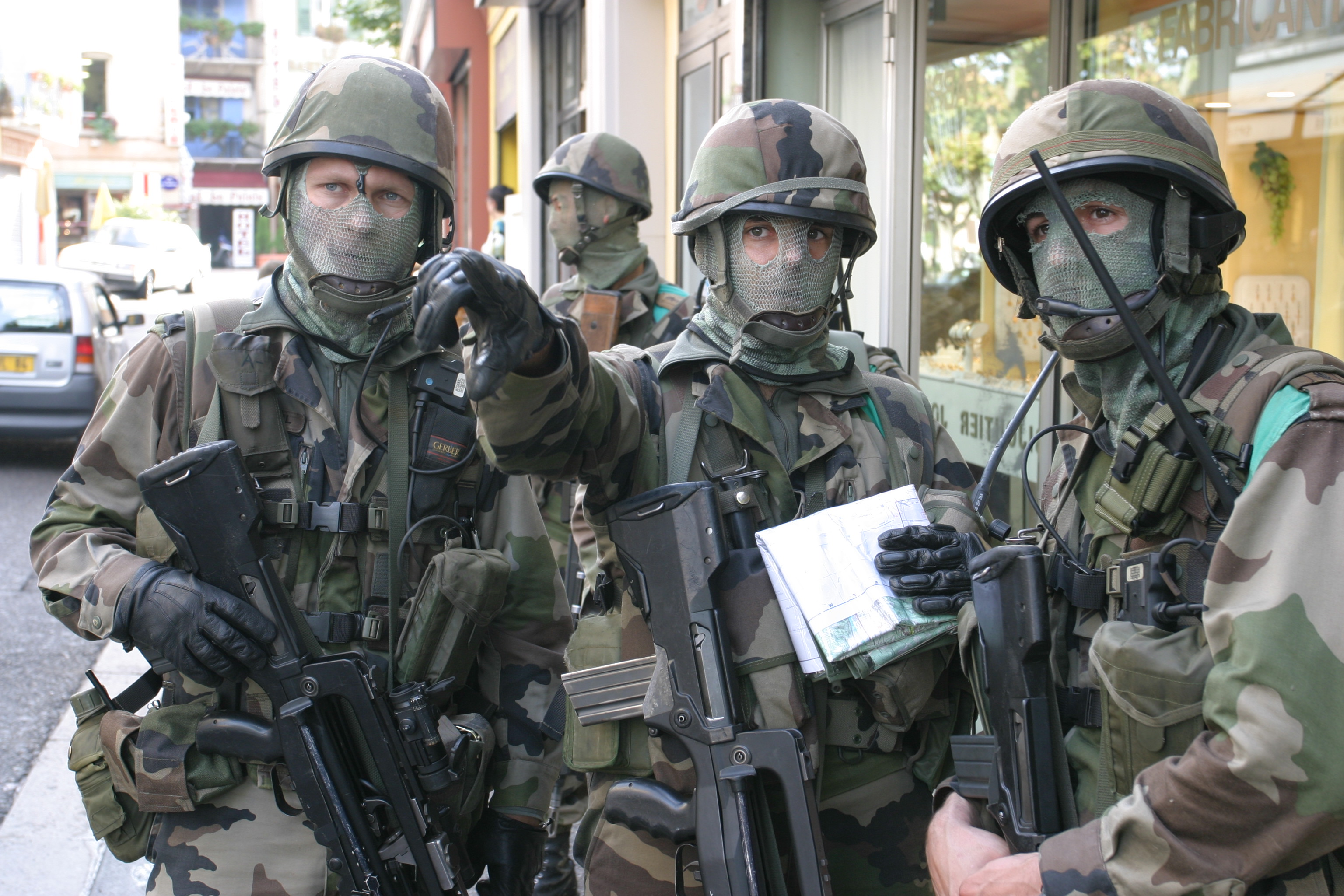
2004. Elementi della Legione straniera francese si addestrano al combattimento nei centri urbani.

### Armi a canna rigata ed artiglieria

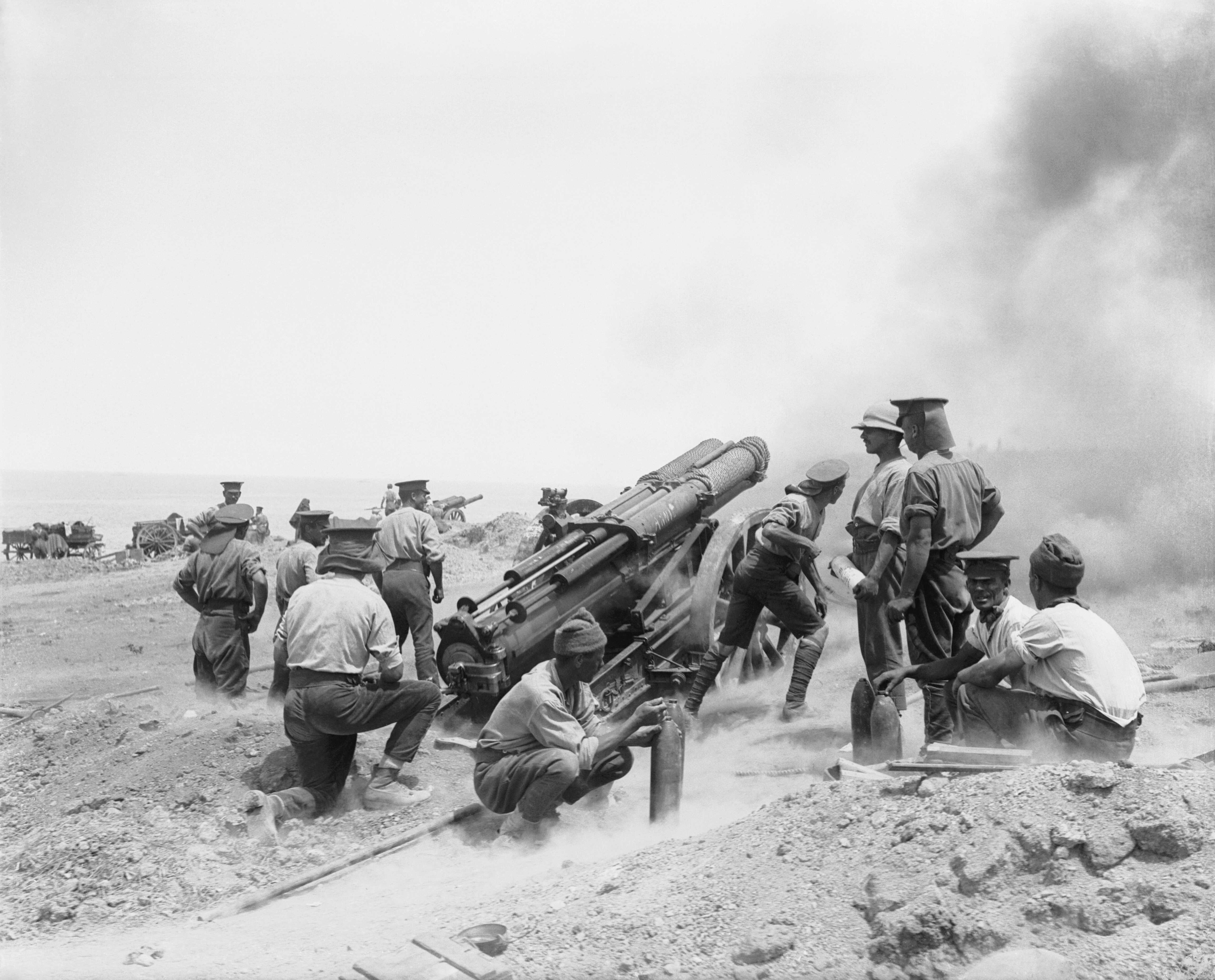
Un pezzo d'artiglieria inglese in azione durante la Campagna dei Dardanelli, (1915).

La rigatura è il procedimento di aggiungere solchi a spirale all'interno della canna di un'arma da fuoco. I solchi sono intesi a far sì che la pallottola si avviti su sé stessa attraversando la canna (e nella traiettoria successiva), conferendo al proiettile medesimo gittata e precisione maggiori. Una volta che detto procedimento divenne più semplice e pratico, nacque un nuovo tipo di arma, il fucile a canna rigata.
L'artiglieria comprende "pezzi" di grosso calibro  (cannoni ed obici, ma anche lanciamissili) concepiti per scagliare proietti a grande distanza.

### Guerra di manovra

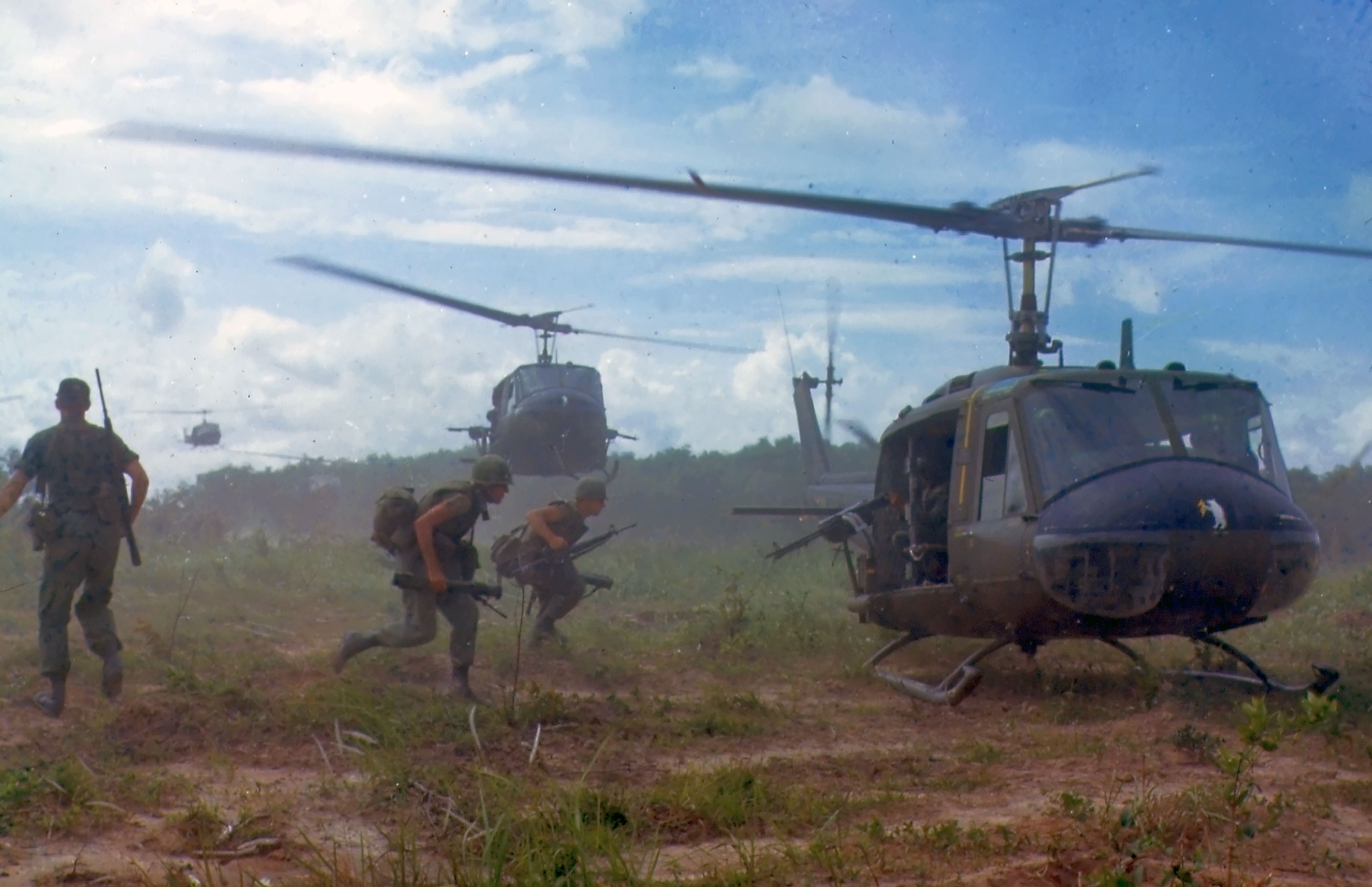
A partire dal 1927, i comandanti poterono infiltrare grossi contingenti oltre le linee nemiche, prima usando gli aerei, poi gli elicotteri.

La guerra di manovra è la nozione usata dai teorici militari per designare il tipo di guerra che propugna la strategia fondata sulla neutralizzazione dei processi decisionali del nemico perseguìta con il panico e lo sconvolgimento arrecati dal movimento di grandi complessi tattici.
Principali concetti
- Guerra corazzata
- Guerra lampo

## Guerra navale

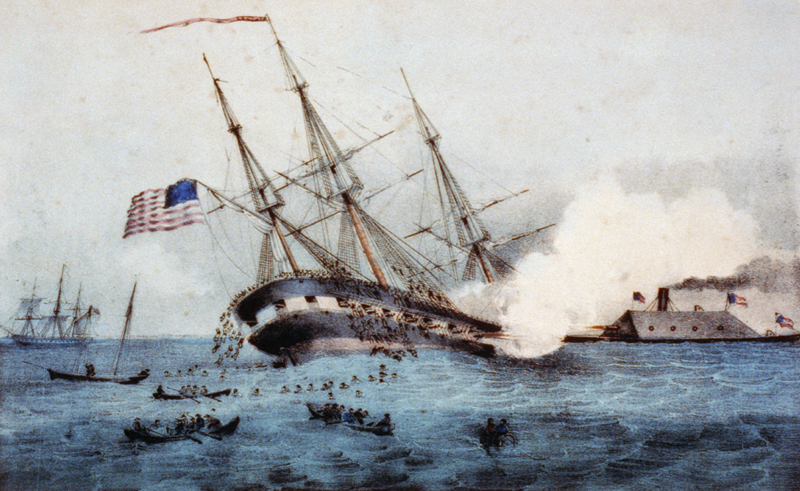
L'affondamento della Cumberland per opera della corazzata confederata Virginia nel 1862 inaugurò il declino delle navi da guerra in legno.

### Prime corazzate(ironclads)e corazzate più moderne(dreadnoughts)
Il periodo successivo alle guerre napoleoniche fu accompagnato da grande sperimentazione tecnologica; la nave a vapore debuttò verso il 1810, la metallurgia più moderna e tecniche produttive progredite crearono armi più potenti e letali, e lo sviluppo dei proiettili esplosivi, capaci di demolire una nave di legno con un sol colpo, a sua volta impose l'introduzione di navi con corazzatura metallica, il che portò alle  ironclads, il primo tipo di nave corazzata.  La famosa battaglia di Hampton Roads nella Guerra di secessione americana vide il duello tra ironclads in cui era prefigurata una svolta epocale. Malgrado l'intrinseca inconcludenza di quello scontro, tutte le potenze del mondo corsero a convertire le proprie flotte al ferro, poiché le ironclads avevano palesato la loro netta superiorità sulle navi in legno, quanto a capacità di sopportare il fuoco nemico.
Alla fine del XIX secolo, la guerra navale fu rivoluzionata dal libro di Alfred Thayer Mahan The Influence of Sea Power upon History. La tesi principale del saggio era la centralità del dominio marittimo, quale poteva constatarsi studiando le guerre anglo-francesi sette-ottocentesche: ne scaturiva la conclusione che il controllo del commercio sul mare era indispensabile per la vittoria. Nel pensiero di Mahan, il dominio navale andava perseguito tramite grandi flotte in cui si concentrassero potenti navi da battaglia (capital ships), invece che disperdere le forze con le navi corsare (commerce raiders), peraltro (ovviamente) più agili.  Gli scritti di questo autore, attentamente meditati da tutte le grandi potenze dell'epoca, ne influenzarono (per quanto attiene al settore navale) la corsa al riarmo manifestatasi negli anni che preludevano alla Prima guerra mondiale.

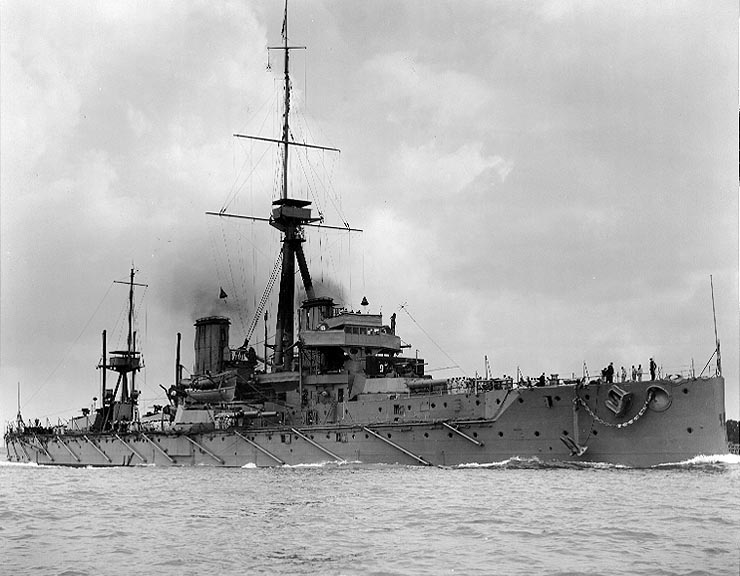
La nave inglese HMS Dreadnought del 1906, destinata a costituire un archetipo di nave da battaglia fino agli anni quaranta.

A fine Ottocento, entrò in scena il tipo di nave da battaglia che ci è più familiare: una nave con corazza in acciaio, che fa esclusivamente affidamento sul motore per la propulsione, dotata di un gran numero di pezzi di artiglieria incorporati in torrette disposte sull'asse mediano del ponte principale. La configurazione definitiva di questa categoria d'imbarcazioni è incarnata dalla  HMS Dreadnought del 1906, che — messe da parte le armi più leggere — con i propri generosi cannoni era in grado di colare a picco ogni unità esistente al suo tempo. La Guerra russo-giapponese e in particolare la battaglia di Tsushima (1905) fu la prima prova dei nuovi concetti tattici; ebbe per conseguenza una schiacciante vittoria nipponica, e la distruzione di decine di navi russe. La Prima guerra mondiale contrappose l'antica Royal Navy alla più acerba Kriegsmarine dell'Impero tedesco, in un confronto culminato con la battaglia dello Jutland (1916). Terminata la guerra, molte nazioni aderirono al Trattato navale di Washington, e pertanto smantellarono una quota significativa del proprio naviglio bellico maggiore.

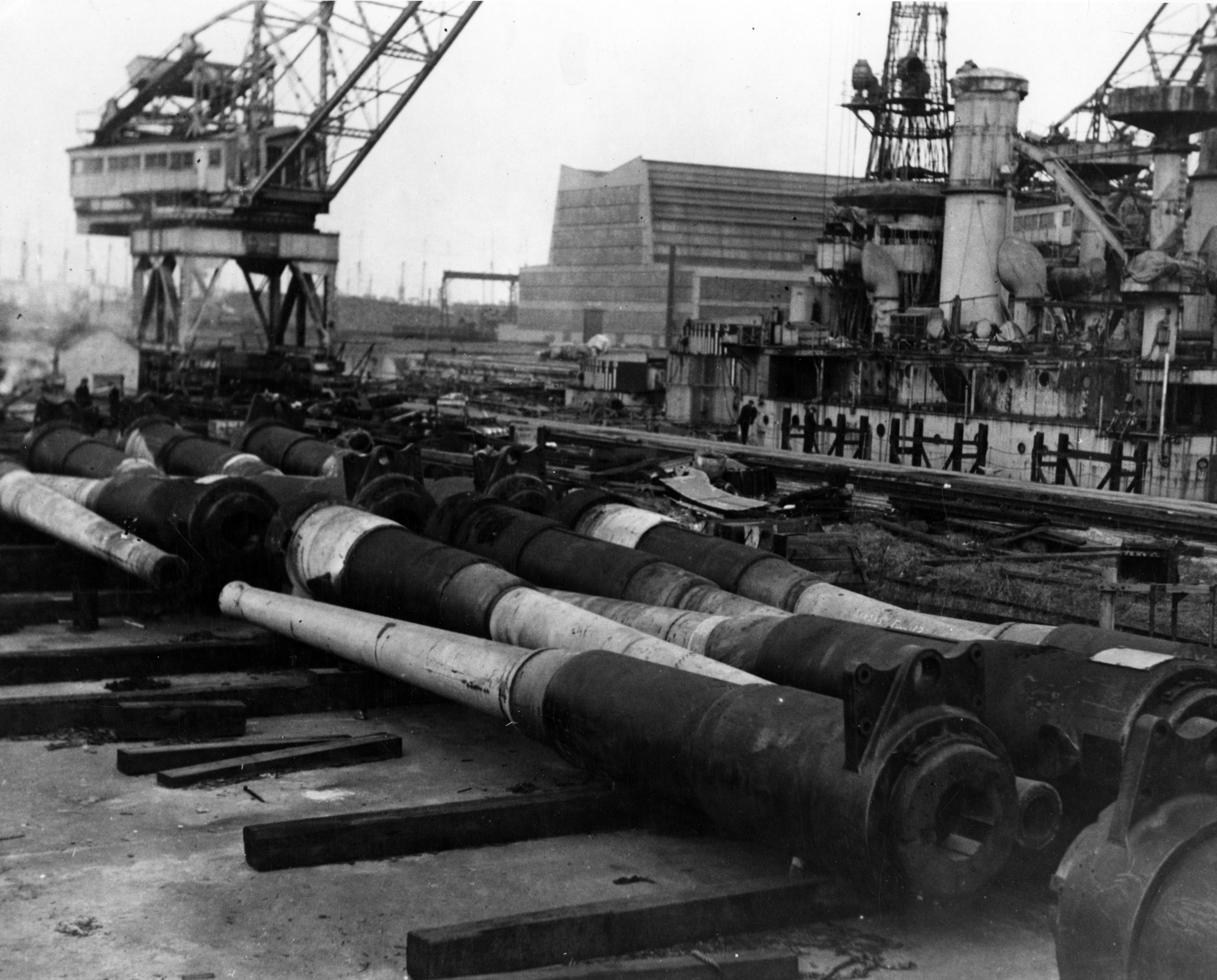
Dicembre 1923. Cannoni navali distrutti in omaggio al Trattato navale di Washington.

Le crescenti tensioni degli anni trenta ridiedero impulso ai cantieri navali militari, e fu varata la nave più grande che mai avesse solcato i mari: la nave da battaglia giapponese Yamato (1941), dislocava 72 000 tonnellate e montava cannoni da 46 cm.

Ad ogni modo, la "guerra dei grandi cannoni" raggiunse in tal momento l'apice della propria parabola quale fenomeno storico. La portaerei avrebbe presto reclamato il posto da protagonista che le spettava nell'eterno spettacolo del combattimento, e, verso gli anni sessanta, le navi da battaglia, già regine dell'ultimo conflitto mondiale, tramontarono definitivamente in ogni flotta del mondo.

### Portaerei

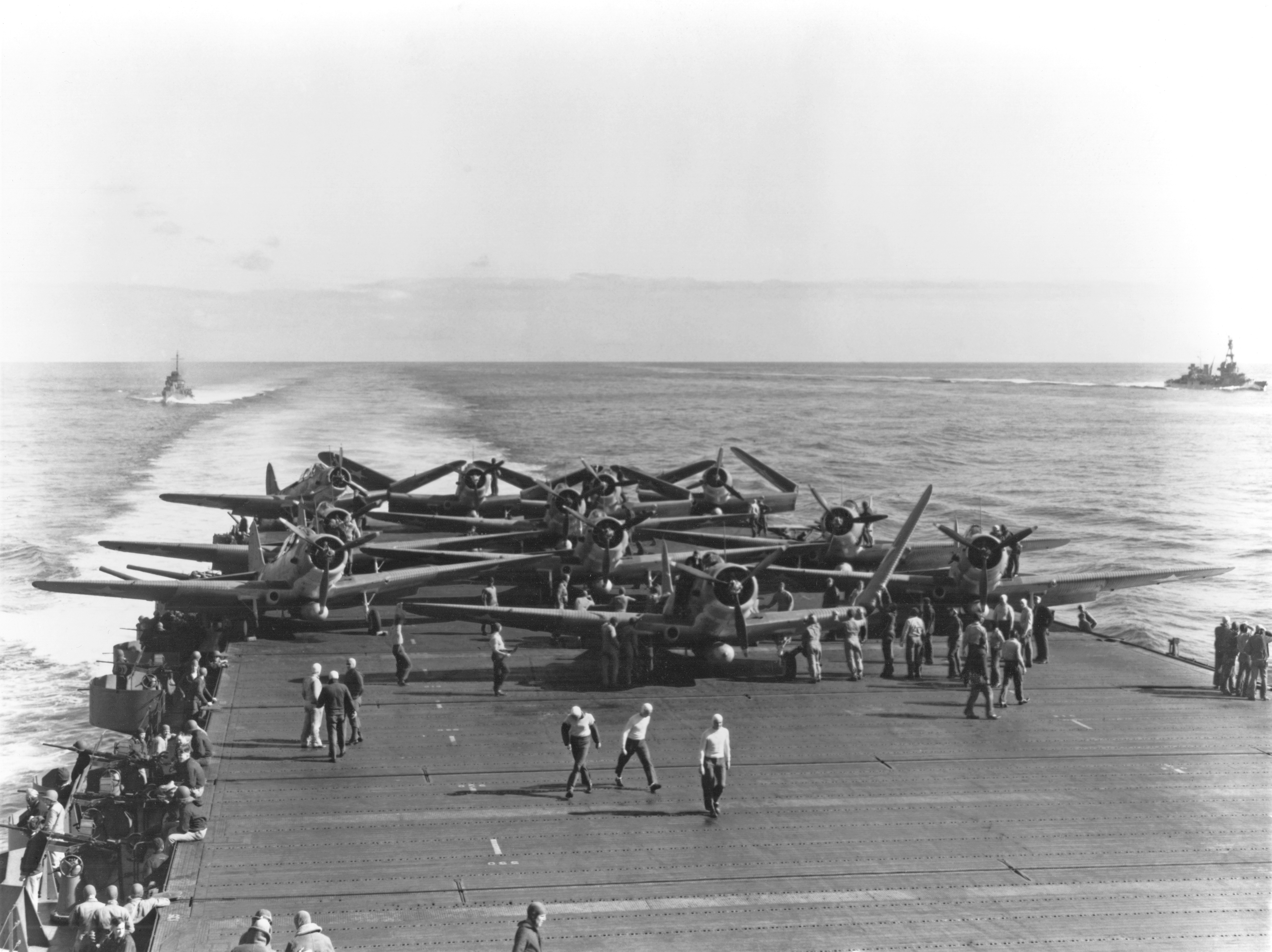
1942. Aerosiluranti USA si preparano a decollare prima della battaglia delle Midway.

Tra le due guerre mondiali, apparvero le prime portaerei, inizialmente come espediente per aggirare le limitazioni al tonnellaggio imposte dal Trattato navale di Washington (molte delle prime portaerei erano infatti corazzate convertite al nuovo ruolo).  Anche se diverse altre navi erano state progettate per poter consentire — almeno occasionalmente — il decollo assistito di aeromobili, la prima vera portaerei "a tutto ponte" fu la HMS Argus, varata nel dicembre 1917. All'inizio della Seconda guerra mondiale, erano tre, tipicamente, i tipi di aereo ospitati dalle portaerei: aerosiluranti, usati anche per il "bombardamento orizzontale" e la ricognizione; bombardieri in picchiata, parimenti utilizzati anche come ricognitori; caccia, cui era demandata la difesa della flotta e la scorta dei bombardieri. Per la carenza di spazio sulle portaerei, questi velivoli erano quasi sempre piccoli mezzi monomotore. La prima vera dimostrazione di effettività da parte dell'aviazione di marina fu la vittoria ottenuta dalla Royal Navy nella battaglia di Taranto (1940), preludio, in qualche modo, del ben più imponente e celebre attacco giapponese a Pearl Harbor, condotto l'anno seguente.
Due giorni dopo Pearl Harbor, l'affondamento della Prince of Wales e della Repulse delineò l'epilogo dell'era delle navi da battaglia. Finita la Seconda guerra mondiale, le portaerei mantennero fino a tutto il XX secolo saldamente la loro supremazia sui mari;  dagli anni cinquanta, per implementare l'operatività navale dei jet,  si evolsero anzi quali superportaerei (supercarriers), mastodonti che potevano dislocare fino a 100 000 tonnellate.

### Sottomarini

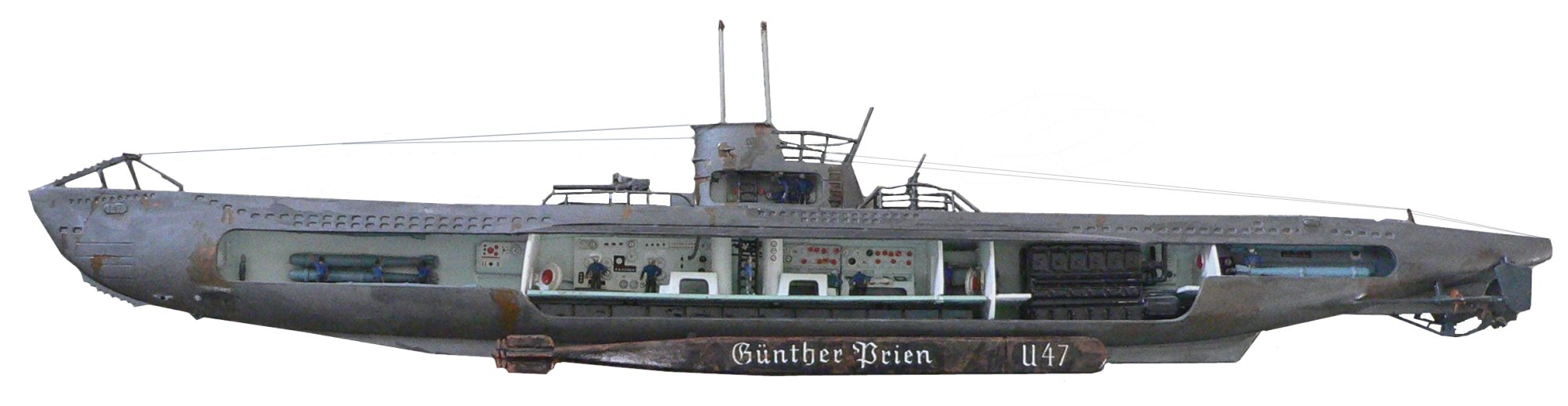
Sommergibile tedesco U-47 della Seconda guerra mondiale

Altrettanto importante fu lo sviluppo di sottomarini per muoversi in profondità, dapprima per brevi tratti, fino al raggiungimento della capacità — offerta dal reattore nucleare — di mantenere l'immersione per settimane, o addirittura mesi. Il primo attacco riuscito in tempo di guerra fu portato nel 1864 dal sottomarino confederato CSS H. L. Hunley che affondò la fregata USS Housatonic In ambedue le guerre mondiali, i sottomarini dispiegarono la loro energia distruttiva principalmente affondando mercantili, ed anche navi da guerra, per mezzo di siluri. Tutte le nazioni attuarono un'indiscriminata sottomarina, in cui sottomarini affondavano mercantili senza preavviso, ma l'unica campagna di successo del periodo fu la guerra sottomarina USA in danno dei giapponesi nel corso della Guerra del Pacifico.  Negli anni '50, la guerra fredda diede l'occasione per lo sviluppo dei sottomarini armati di missili balistici, ciascuno dei quali dotato di svariate testate nucleari, potenzialmente pronti a devastare dal mare il blocco avversario nella malaugurata ipotesi che quest'ultimo avesse scatenato l'attacco.

## Guerra aerea

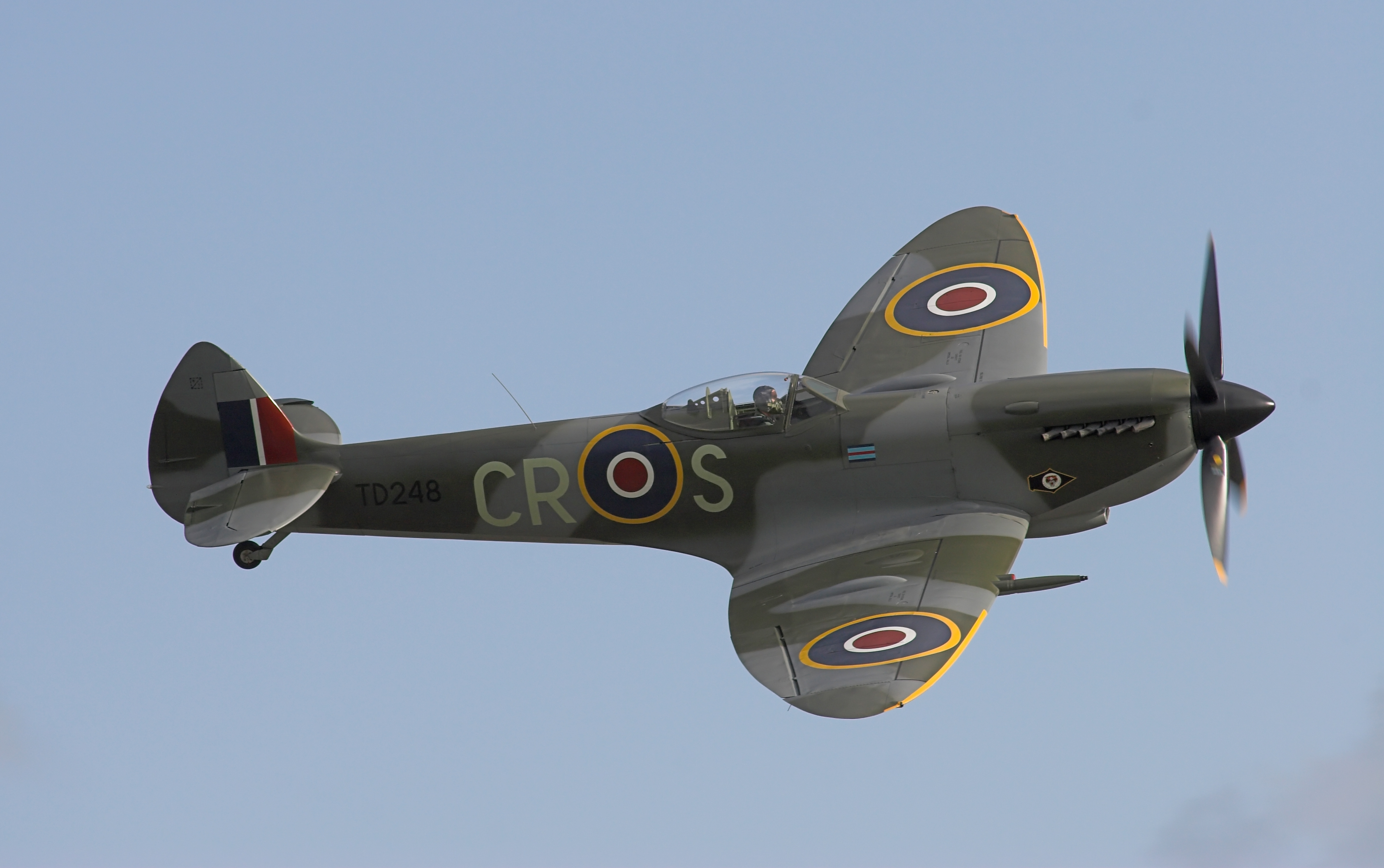
Il Supermarine Spitfire, un protagonista della Seconda guerra mondiale nei cieli.

Il primo impiego bellico di aeroplani avvenne nella Guerra italo-turca (1911), quando velivoli italiani compirono diverse missioni di ricognizione e di bombardamento. Nella prima guerra mondiale entrambi gli schieramenti erano ricorsi a palloni per scopi di ricognizione e direzione del tiro d'artiglieria. Per impedire la ricognizione nemica, alcuni piloti presero ad attaccare gli altri aeromobili ed i palloni, prima con armi portatili che tenevano nell'abitacolo, e poi con mitragliatrici montate sui velivoli. Entrambi gli schieramenti eseguirono con gli aerei bombardamenti, attacchi a bassa quota (strafing) e lancio di volantini propagandistici. I tedeschi compirono le prime incursioni di bombardamento terroristico,  usando gli Zeppelin per sganciare bombe sulla Gran Bretagna. Alla fine della guerra, erano già delineate le specializzazioni dei velivoli militari: bombardieri, caccia e ricognitori. Gli aerei del tempo erano per lo più biplani dal telaio in legno, rivestiti di tela, con sistema di trasmissione dei comandi a cavo e motori raffreddati ad aria. Tra il 1918 ed il 1939 la tecnologia aeronautica fece un vero balzo in avanti. Alla vigilia della Seconda guerra mondiale, era già in corso la sostituzione dei biplani con i monoplani dal telaio metallico (spesso autoportante) e con il motore raffreddato a liquido. Le velocità di punta erano state triplicate; le quote di tangenza raddoppiate (il che, peraltro, rese ordinario l'impiego delle maschere ad ossigeno); i raggi d'azione ed i "carichi utili" dei bombardieri erano cresciuti considerevolmente.
Alcuni teorici, e notoriamente Hugh Trenchard e Giulio Douhet, ritenevano che l'aereo sarebbe stato l'arma dominante dell'avvenire, e che la guerra del futuro sarebbe stata vinta interamente attraverso la distruzione dal cielo delle capacità militari ed industriali avversarie.
Questo concetto è detto bombardamento strategico. Douhet sosteneva pure nel suo Il dominio dell'aria (1921) che i futuri capi militari potevano evitare di cadere in sanguinosi stalli simili alla Prima guerra mondiale grazie ad attacchi dell'aviazione che — saltando le forze armate del nemico —  colpissero direttamente la vulnerabile popolazione civile, inducendola a ribellarsi per porre termine ai bombardamenti.
Altri, come Billy Mitchell, vedevano il potenziale dell'arma aerea per neutralizzare la grande minaccia rappresentata dalle flotte navali di superficie. Mitchell stesso diede una dimostrazione della vulnerabilità delle grandi navi da guerra agli attacchi aerei: nel 1921 comandò uno squadrone che affondò (nel quadro di una demolizione programmata negli accordi di pace) con bombe aeree la ex nave da guerra tedesca SMS Ostfriesland.

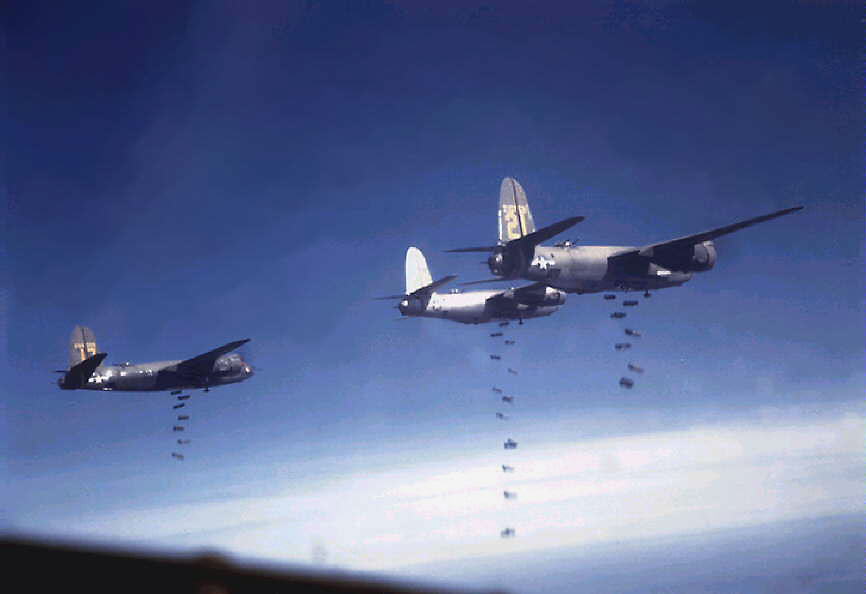
Seconda guerra mondiale. Bombardieri USA Martin B-26 Marauder sganciano il loro "carico utile".

Nella Seconda guerra mondiale, vi era un certo dibattito a proposito di bombardamento strategico contrapposto al bombardamento tattico. Le missioni di bombardamento strategico miravano a fabbriche, ferrovie, raffinerie e città, e richiedevano bombardieri pesanti quadrimotori in grado di trasportare grandi carichi di bombe volando in profondità sopra al territorio nemico. Il bombardamento tattico punta a concentrazioni di truppe, strutture di comando e controllo, campi d'aviazione e depositi di munizioni, e richiedevano bombardieri da picchiata e cacciabombardieri, piccoli aerei che potevano sorvolare a bassa quota il campo di battaglia. Al principio dell'ultimo conflitto mondiale, la Luftwaffe scommise sul bombardamento tattico, usando grossi contingenti di Junkers Ju 87 Stuka come "artiglieria volante" per attacchi su obiettivi terrestri. La lenta artiglieria aveva bisogno di troppo tempo per costituire una postazione di tiro, laddove gli aerei meglio riuscivano a tenere il passo delle celeri avanzate dei Panzer tedeschi. Il supporto aerotattico favorì grandemente il trionfo teutonico nella Campagna di Francia. Si rivelò altrettanto importante nella guerra anfibia, con gli aerei da trasporto che potevano rifornire i soldati sbarcati sulle spiagge.
Il bombardamento strategico, dal canto suo, era un fenomeno senza precedenti. Nel 1940, i tedeschi cercarono di costringere alla resa la Gran Bretagna mediante attacchi ai suoi aeroporti e fabbriche, e poi sulle città in quello che venne chiamato The Blitz  nell'ambito della battaglia d'Inghilterra, il primo grande scontro il cui esito fosse deciso principalmente dal cielo. Le campagne condotte dagli alleati in Europa e nel Pacifico potevano impegnare migliaia di aerei che sganciavano tonnellate di bombe su una sola città.
L'aviazione militare negli anni del dopoguerra fu dominata dalle esigenze della Guerra fredda. In tale epoca, si verificò una rapida conversione alla propulsione a reazione, dal che derivò un enorme progresso in fatto di velocità e quote operative. Fino all'avvento del missile balistico intercontinentale, le grandi potenze facevano affidamento sui bombardieri da alta quota per far valere il deterrente nucleare affermatosi proprio in tale periodo; ogni paese sviluppò la tecnologia dei bombardieri e dei caccia d'alta quota in grado di intercettarli. Il concetto di superiorità aerea iniziò a giocare un ruolo determinante nel progetto degli aerei, sia per gli Stati Uniti d'America, sia per l'Unione Sovietica.

## Guerra nucleare

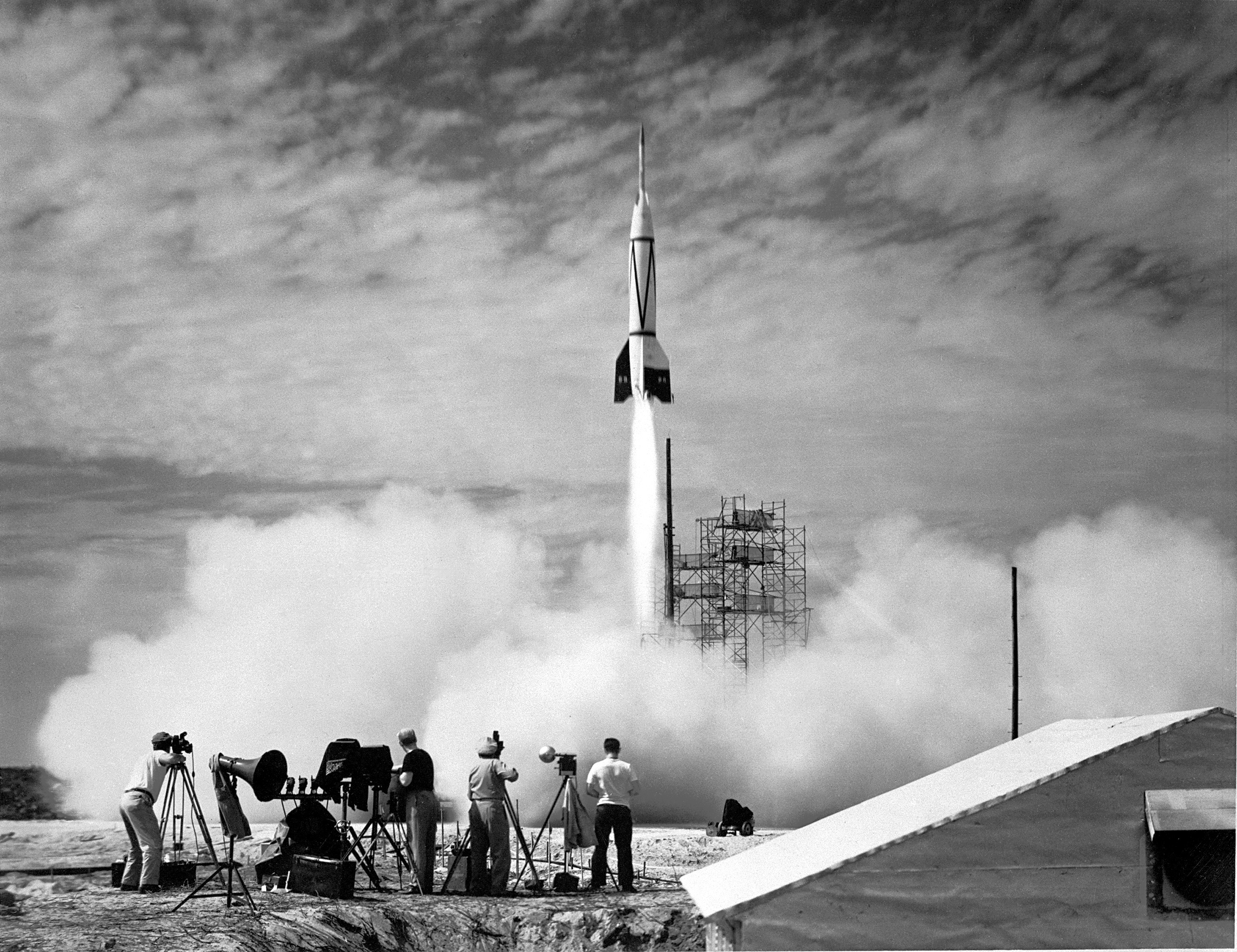
24 luglio 1950. Gli americani provano il lancio di una V2 (Aggregat 4).

La bomba nucleare fu usata per la prima volta nella Seconda guerra mondiale, con il bombardamento atomico di Hiroshima e Nagasaki. Per dieci anni dopo la fine della guerra, USA e URSS (ed in minor misura Regno Unito e Francia) svilupparono e mantennero una forza strategica di bombardieri che avrebbero potuto attaccare ogni potenziale aggressore da basi all'interno del loro paese. Prima dello sviluppo di un'efficace forza di missili strategici in Unione Sovietica, buona parte delle dottrine militari professate in Occidente gravitavano sull'uso di un gran numero di armi nucleari più piccole impiegate in funzione tattica. È controverso se tale uso potesse essere considerato "limitato" tuttavia, poiché si riteneva che gli USA avrebbero usato le loro armi strategiche (principalmente bombardieri, all'epoca) se l'URSS avesse dispiegato qualunque tipo di arma nucleare contro bersagli civili.
Un'altra rivoluzione si verificò con l'introduzione del già ricordato missile balistico intercontinentale (ICBM, nell'acronimo inglese), collaudato favorevolmente dai russi alla fine degli anni cinquanta. Colpire un bersaglio con una testata recata da un missile era molto meno costoso che eseguire la stessa operazione con un bombardiere. Inoltre, a quell'epoca era impossibile intercettare un ICBM, che manteneva quota e velocità irraggiungibili per i velivoli coevi. Un'ulteriore svolta si ebbe negli anni sessanta, con lo sviluppo del missile lanciabile dal sottomarino (SLBM, sempre in acronimo inglese). Fu salutato dai teorici militari come un'arma in grado di garantire che un attacco a sorpresa non avrebbe più potuto annullare del tutto la possibilità di una rappresaglia, il che — obiettivamente — aveva per tutti il vantaggio di rendere meno probabile una guerra atomica.

## Importanti esempi di guerre industriali
- Guerra di secessione americana
- Conflitti arabo-israeliani
- Guerra franco-prussiana
- Guerra di Corea
- Guerra russo-giapponese
- Guerra del Vietnam
- Prima guerra mondiale
- Seconda guerra mondiale
- Guerra Iran-Iraq

## Cronologia
| Anno      | Evento bellico                                | Paese | Aspetti salienti                                                                            |
| --------- | --------------------------------------------- | --- | ------------------------------------------------------------------------------------------- |
| 1854-1855 | Assedio di Sebastopoli                        | Regno Unito | Primo impiego del telegrafo in combattimento.                                               |
| 1859      | Seconda guerra di indipendenza                | Francia | Primo impiego strategico su vasta scala della ferrovia.                                     |
| 1861      | Prima battaglia di Bull Run                   | Stati Confederati d'America | Prima battaglia in cui la ferrovia giocò un ruolo decisivo.                                 |
| 1862      | Battaglia di Hampton Roads                    | SCA USA | Primo combattimento tra due navi da guerra a motore con scafo metallico.                    |
| 1863      | Battaglia di Gettysburg                       | SCA USA | La più grande battaglia mai combattuta nell'Emisfero occidentale.                           |
| 1864-1865 | Assedio di Petersburg                         | SCA USA | Primo esempio di guerra di trincea moderna.                                                 |
| 1898      | Guerra ispano-americana                       | Spagna USA | Primo conflitto navale con uso estensivo di navi da guerra in acciaio                       |
| 1905      | Battaglia di Tsushima                         | Giappone Russia | Battaglia decisiva esclusivamente tra navi da guerra con copertura in acciaio.              |
| 1911-1912 | Guerra italo-turca                            | Italia | Primo impiego di aerei in combattimento.                                                    |
| 1914      | Prima battaglia della Marna                   | Francia | Primo impiego su vasta scala di fanteria motorizzata.                                       |
| 1914-1918 | Prima battaglia dell'Atlantico                | Germania | Prima rilevante campagna di guerra sottomarina indiscriminata.                              |
| 1915      | Seconda battaglia di Ypres                    | Germania | Primo impiego su vasta scala di armi chimiche in battaglia.                                 |
| 1916      | Battaglia di Verdun                           | Francia Germania | Apice della guerra di fortificazione.                                                       |
| 1917      | Battaglia di Cambrai                          | Regno Unito | Primo impiego in massa dei carri armati.                                                    |
| 1937      | Bombardamento di Guernica                     | Germania Italia | Primo vasto impiego di bombardamento terroristico.                                          |
| 1940      | Battaglia d'Inghilterra                       | Germania Regno Unito | Prima importante battaglia completamente aerea.                                             |
| 1940      | Battaglia di Taranto                          | Italia Regno Unito | Prima battaglia interamente aeronavale della storia.                                        |
| 1941      | Battaglia di Creta                            | Germania | Prima battaglia interamente pianificata per l'impiego di truppe aerotrasportate.            |
| 1941      | Operazione Barbarossa                         | Germania Unione Sovietica | Apice della Guerra lampo, maggiore invasione terrestre nella storia.                        |
| 1942      | Battaglia del Mar dei Coralli                 | Giappone USA | Prima battaglia navale tra opposte flotte dotate di portaerei.                              |
| 1942      | Battaglia delle Midway                        | Giappone USA | Battaglia decisiva combattuta esclusivamente con l'aeronautica, imbarcata o basata a terra. |
| 1942      | Battaglia di Stalingrado                      | Germania [[File: Flag of the Soviet Union (1936 – 1955).svg\|class=noviewer\| Unione Sovietica (bandiera)\|border\|20x16px]] URSS | Maggiore battaglia singola nella storia                                                     |
| 1942      | Campagna di Guadalcanal                       | Giappone USA | La più grande campagna aeronavale-terrestre della storia.                                   |
| 1943      | Battaglia di Kursk                            | Germania Unione Sovietica | La più grande battaglia della storia per impiego di carri armati                            |
| 1944      | Sbarco in Normandia                           | ( Regno Unito USA Canada) / Germania                                                                                              | La più grande invasione anfibia della storia.                                               |
| 1944      | Battaglia del Golfo di Leyte                  | Giappone USA | La più grande battaglia navale della storia.                                                |
| 1945      | Bombardamenti atomici di Hiroshima e Nagasaki | USA | Primo impiego della bomba atomica in combattimento.                                         |
| 1965      | Battaglia di Ia Drang                         | USA | Prima importante battaglia combattuta da truppe elitrasportate.                             |